# 下维尼厄勒
下维尼厄勒（法語：Basse-Vigneulles，法語發音：[bas viɲœl]）是法国摩泽尔省的一个旧市镇。1810年，下维尼厄勒并入上维尼厄勒。

## 地理
下维尼厄勒（49°6'N, 6°35'E）位于法国大東部大區摩泽尔省，该省份为法国东北部内陆省份，是洛林的一部分，西南接默尔特-摩泽尔省，东临下莱茵省，北与卢森堡和德国接壤。
下维尼厄勒的时区为UTC+01:00、UTC+02:00（夏令时）。

## 行政
下维尼厄勒的邮政编码为57690。

## 人口
下维尼厄勒于1900年时的人口数量为217人。